# Panthera
 (août 2017).
Si vous disposez d'ouvrages ou d'articles de référence ou si vous connaissez des sites web de qualité traitant du thème abordé ici, merci de compléter l'article en donnant les références utiles à sa vérifiabilité et en les liant à la section « Notes et références ».
Genre
Panthera est un genre de félins et l'un des deux genres existants de la sous-famille des Pantherinae. Il comprend les plus grands membres vivants de la famille des félins. Il existe cinq espèces vivantes : le jaguar, le léopard, le lion, le léopard des neiges et le tigre. De nombreuses espèces éteintes sont également nommées, notamment le lion des cavernes et le lion d'Amérique. 

## Étymologie
En latin classique panthēra, lui-même du grec ancien pánthēr (πάνθηρ), composé de pan- (πάν), signifiant « tout », et thēr (θήρ), « proie », est le « prédateur de tous les animaux ». Des rapprochements ont également été fait avec le mot sanskrit pāṇḍara (पाण्डर) signifiant « pâle ». Le genre Panthera a été défini par Oken en 1816 ; il est classé dans les Pantherinés (Pantherinae), sous-famille aussi appelée « grands félins ».  

## Phylogénie

### Espèces éteintes
C'est d'Asie que proviennent les plus anciennes espèces de Panthera connues : Panthera blytheae dans l'Himalaya (5,9-4,1 millions d'année), Panthera palaeosinensis et Panthera zdanskyi en Chine (environ 2,6 millions d'année).
En Europe, la première espèce du genre Panthera serait Panthera gombaszoegensis (Jaguar européen)  ; elle possédait des caractères de lions et de tigres, ses fossiles ont été formellement identifiés sur le continent européen (France, Italie, Espagne, Allemagne et Pays-Bas) dans les dépôts datés du Pliocène tardif et du Pléistocène inférieur et moyen (environ 1,5 million d'année). D’autres fossiles du Pléistocène inférieur de l’Ancien Monde appartiennent à Panthera combaszoegensis et Panthera schreuderi. 
En Afrique, les premières formes de léopards, Panthera crassidens, sont apparues au Pléistocène inférieur (1,5 million d’années) ; puis l’espèce, après avoir été remplacée par Panthera pardus (léopard ou panthère), migra sur toute l’Afrique, en Europe (où elle est actuellement disparue) et sur toute l’Asie. 
En Afrique aussi, les formes primitives de lions les plus anciennes proviennent de Tanzanie (Gorges d'Olduvai, Pléistocène inférieur, 1,7 million d’années) et sont attribuées à Panthera leo fossilis. Il semble avoir pénétré en Europe il y a 700 000 ans (Italie) où il s’installa. Plusieurs fossiles ont été trouvés en France, en Espagne et en Allemagne. Panthera leo fossilis était plus grand que l'actuel tigre de Sibérie (Panthera tigris altaica).
Il y a environ 350 000 ans, Panthera leo fossilis fut remplacé par une autre sous-espèce guère plus petite : Panthera leo spelaea, le lion des cavernes. Cette sous-espèce a été trouvée un peu partout en Europe (France, Allemagne, Angleterre) jusqu'à la Sibérie orientale. Ce lion est bien connu sur les parois des cavernes européennes, par les gravures et peintures du Paléolithique supérieur ; d’autres images ont été gravées dans de l’ivoire (défenses de mammouths). Il semble que, d’après les « témoignages » de la grotte Chauvet, le lion des cavernes ait été spécialisé dans la chasse aux bisons des steppes (Bison priscus). 
L’espèce Panthera palaeosinensis, du Pléistocène moyen de Chine, fut sans aucun doute[réf. nécessaire] un intermédiaire entre les deux espèces. 
Autrefois, on pouvait rencontrer le tigre en Asie mineure, mais il s’éteignit, victime de la chasse. 
Une sous-espèce de la taille du lion d’Asie, au crâne plus court (appelée Panthera leo vereshchagini), s’installa lors d’un refroidissement général, il y a environ 35 000 ans, sur le détroit de Béring, de la Sibérie (Russie) au territoire du Yukon (Canada) ; un immense glacier séparait le Yukon et l’Alaska du reste du continent nord-américain. Lors d’un réchauffement, il y a 25 000 ans, le détroit de Béring s’effaça à nouveau sous les eaux ; un corridor de terre se créa le long des montagnes rocheuses, reliant le territoire du Yukon et les États-Unis ; les lions, ayant à nouveau évolués, migrèrent vers les États-Unis. Cette ultime sous-espèce, appelée Panthera leo atrox, le lion américain, fut la plus grande et la plus puissante de toutes les sous-espèces de lions (plus grande encore que le tigre de Sibérie et son ancêtre Panthera leo fossilis). Elle s’installa rapidement sur ce continent. Ses plus beaux fossiles proviennent de La Brea Tar Pits, un gisement de goudron naturel à Los Angeles où ont été exhumés près de 80 spécimens.

### Espèces
- Les lions d’Asie (Panthera leo persica) semblent être une relique des lions des cavernes. À la fin de la période glaciaire, le territoire de cette espèce s’étendait de la péninsule italienne à l’Inde.

Le lion d'Amérique s’installa au Mexique, passa l’isthme de Panama et migra vers l’Amérique du Sud. Il fut bloqué par les Andes, mais s’installa le long du Pacifique jusqu’au Pérou.
- Les tigres (Panthera tigris) ont probablement la même origine que les lions du détroit de Béring (Panthera leo vereshchagini) et d’Amérique (Panthera leo atrox) ; les tigres actuels dériveraient donc de Panthera leo spelaea.

- Le jaguar (Panthera onca), sans doute descendant de Panthera leo atrox, est propre au continent américain. Il vivait autrefois en Amérique du Nord, avant de s’éteindre victime de la chasse. Panthera onca augusta, une espèce de jaguar nord-américaine, fut ainsi exhumée des puits de goudrons de La Brea Tar Pits.

- La lignée des panthères, les Pantherinae, a divergé il y a 10,8 millions d'années de l'ancêtre commun des Felidae, puis il y a 6,4 millions d'années, la lignée des panthères nébuleuses Neofelis et celle des Panthera[5]. Le plus vieil ancêtre commun aux Panthera dont on possède des fossiles est Panthera palaeosinensis, qui vivait de la fin du Pliocène au début du Pléistocène. La panthère des neiges est apparue bien avant le jaguar, le léopard ou panthère, et est étroitement apparentée au tigre : tigre et panthère des neiges auraient divergé il y a deux millions d'années[6],[Note 1].

## Cladogrammes
Cladogramme basé sur l'analyse phylogénétique des espèces vivantes et éteintes (†) du genre Panthera réalisée par P. Piras et ses collègues en 2018 :
|  | \| \| † Panthera blytheae \| \| \| \| \| \| Panthera uncia (Panthère des neiges) \| \| \| \| |
|  |                                                                                              |
|  | † Panthera blytheae                                                                          |
|  |                                                                                              |
|  | Panthera uncia (Panthère des neiges)                                                         |
|  |                                                                                              |

|  | † Panthera blytheae                  |
|  |                                      |
|  | Panthera uncia (Panthère des neiges) |
|  |                                      |

|  | \| \| † Panthera zdanskyi (Tigre de Longdan) \| \| \| \| \| \| Panthera tigris (Tigre) \| \| \| \| |
|  | |
|  | † Panthera zdanskyi (Tigre de Longdan)                                                             |
|  | |
|  | Panthera tigris (Tigre)                                                                            |
|  | |

|  | † Panthera zdanskyi (Tigre de Longdan) |
|  |                                        |
|  | Panthera tigris (Tigre)                |
|  |                                        |

|  | \| \| † Panthera blytheae \| \| \| \| \| \| Panthera uncia (Panthère des neiges) \| \| \| \| |
|  |                                                                                              |
|  | † Panthera blytheae                                                                          |
|  |                                                                                              |
|  | Panthera uncia (Panthère des neiges)                                                         |
|  |                                                                                              |

|  | † Panthera blytheae                  |
|  |                                      |
|  | Panthera uncia (Panthère des neiges) |
|  |                                      |

|  | \| \| † Panthera zdanskyi (Tigre de Longdan) \| \| \| \| \| \| Panthera tigris (Tigre) \| \| \| \| |
|  | |
|  | † Panthera zdanskyi (Tigre de Longdan)                                                             |
|  | |
|  | Panthera tigris (Tigre)                                                                            |
|  | |

|  | † Panthera zdanskyi (Tigre de Longdan) |
|  |                                        |
|  | Panthera tigris (Tigre)                |
|  |                                        |

|  | \| \| † Panthera gombaszoegensis (Jaguar européen) \| \| \| \| \| \| Panthera onca (Jaguar) \| \| \| \| |
|  | |
|  | † Panthera gombaszoegensis (Jaguar européen)                                                            |
|  | |
|  | Panthera onca (Jaguar)                                                                                  |
|  | |

|  | † Panthera gombaszoegensis (Jaguar européen) |
|  |                                              |
|  | Panthera onca (Jaguar)                       |
|  |                                              |

|  | Panthera leo (Lion) |
|  | |
|  | \| \| † Panthera spelaea (Lion des cavernes d'Eurasie) \| \| \| \| \| \| † Panthera atrox (Lion d'Amérique) \| \| \| \| |
|  | |
|  | † Panthera spelaea (Lion des cavernes d'Eurasie)                                                                        |
|  | |
|  | † Panthera atrox (Lion d'Amérique)                                                                                      |
|  | |

|  | † Panthera spelaea (Lion des cavernes d'Eurasie) |
|  |                                                  |
|  | † Panthera atrox (Lion d'Amérique)               |
|  |                                                  |

|  | Panthera leo (Lion) |
|  | |
|  | \| \| † Panthera spelaea (Lion des cavernes d'Eurasie) \| \| \| \| \| \| † Panthera atrox (Lion d'Amérique) \| \| \| \| |
|  | |
|  | † Panthera spelaea (Lion des cavernes d'Eurasie)                                                                        |
|  | |
|  | † Panthera atrox (Lion d'Amérique)                                                                                      |
|  | |

|  | † Panthera spelaea (Lion des cavernes d'Eurasie) |
|  |                                                  |
|  | † Panthera atrox (Lion d'Amérique)               |
|  |                                                  |

|  | Panthera leo (Lion) |
|  | |
|  | \| \| † Panthera spelaea (Lion des cavernes d'Eurasie) \| \| \| \| \| \| † Panthera atrox (Lion d'Amérique) \| \| \| \| |
|  | |
|  | † Panthera spelaea (Lion des cavernes d'Eurasie)                                                                        |
|  | |
|  | † Panthera atrox (Lion d'Amérique)                                                                                      |
|  | |

|  | † Panthera spelaea (Lion des cavernes d'Eurasie) |
|  |                                                  |
|  | † Panthera atrox (Lion d'Amérique)               |
|  |                                                  |

|  | Panthera leo (Lion) |
|  | |
|  | \| \| † Panthera spelaea (Lion des cavernes d'Eurasie) \| \| \| \| \| \| † Panthera atrox (Lion d'Amérique) \| \| \| \| |
|  | |
|  | † Panthera spelaea (Lion des cavernes d'Eurasie)                                                                        |
|  | |
|  | † Panthera atrox (Lion d'Amérique)                                                                                      |
|  | |

|  | † Panthera spelaea (Lion des cavernes d'Eurasie) |
|  |                                                  |
|  | † Panthera atrox (Lion d'Amérique)               |
|  |                                                  |

|  | \| \| † Panthera gombaszoegensis (Jaguar européen) \| \| \| \| \| \| Panthera onca (Jaguar) \| \| \| \| |
|  | |
|  | † Panthera gombaszoegensis (Jaguar européen)                                                            |
|  | |
|  | Panthera onca (Jaguar)                                                                                  |
|  | |

|  | † Panthera gombaszoegensis (Jaguar européen) |
|  |                                              |
|  | Panthera onca (Jaguar)                       |
|  |                                              |

|  | Panthera leo (Lion) |
|  | |
|  | \| \| † Panthera spelaea (Lion des cavernes d'Eurasie) \| \| \| \| \| \| † Panthera atrox (Lion d'Amérique) \| \| \| \| |
|  | |
|  | † Panthera spelaea (Lion des cavernes d'Eurasie)                                                                        |
|  | |
|  | † Panthera atrox (Lion d'Amérique)                                                                                      |
|  | |

|  | † Panthera spelaea (Lion des cavernes d'Eurasie) |
|  |                                                  |
|  | † Panthera atrox (Lion d'Amérique)               |
|  |                                                  |

|  | Panthera leo (Lion) |
|  | |
|  | \| \| † Panthera spelaea (Lion des cavernes d'Eurasie) \| \| \| \| \| \| † Panthera atrox (Lion d'Amérique) \| \| \| \| |
|  | |
|  | † Panthera spelaea (Lion des cavernes d'Eurasie)                                                                        |
|  | |
|  | † Panthera atrox (Lion d'Amérique)                                                                                      |
|  | |

|  | † Panthera spelaea (Lion des cavernes d'Eurasie) |
|  |                                                  |
|  | † Panthera atrox (Lion d'Amérique)               |
|  |                                                  |

|  | Panthera leo (Lion) |
|  | |
|  | \| \| † Panthera spelaea (Lion des cavernes d'Eurasie) \| \| \| \| \| \| † Panthera atrox (Lion d'Amérique) \| \| \| \| |
|  | |
|  | † Panthera spelaea (Lion des cavernes d'Eurasie)                                                                        |
|  | |
|  | † Panthera atrox (Lion d'Amérique)                                                                                      |
|  | |

|  | † Panthera spelaea (Lion des cavernes d'Eurasie) |
|  |                                                  |
|  | † Panthera atrox (Lion d'Amérique)               |
|  |                                                  |

|  | Panthera leo (Lion) |
|  | |
|  | \| \| † Panthera spelaea (Lion des cavernes d'Eurasie) \| \| \| \| \| \| † Panthera atrox (Lion d'Amérique) \| \| \| \| |
|  | |
|  | † Panthera spelaea (Lion des cavernes d'Eurasie)                                                                        |
|  | |
|  | † Panthera atrox (Lion d'Amérique)                                                                                      |
|  | |

|  | † Panthera spelaea (Lion des cavernes d'Eurasie) |
|  |                                                  |
|  | † Panthera atrox (Lion d'Amérique)               |
|  |                                                  |

|  | \| \| † Panthera blytheae \| \| \| \| \| \| Panthera uncia (Panthère des neiges) \| \| \| \| |
|  |                                                                                              |
|  | † Panthera blytheae                                                                          |
|  |                                                                                              |
|  | Panthera uncia (Panthère des neiges)                                                         |
|  |                                                                                              |

|  | † Panthera blytheae                  |
|  |                                      |
|  | Panthera uncia (Panthère des neiges) |
|  |                                      |

|  | \| \| † Panthera zdanskyi (Tigre de Longdan) \| \| \| \| \| \| Panthera tigris (Tigre) \| \| \| \| |
|  | |
|  | † Panthera zdanskyi (Tigre de Longdan)                                                             |
|  | |
|  | Panthera tigris (Tigre)                                                                            |
|  | |

|  | † Panthera zdanskyi (Tigre de Longdan) |
|  |                                        |
|  | Panthera tigris (Tigre)                |
|  |                                        |

|  | \| \| † Panthera blytheae \| \| \| \| \| \| Panthera uncia (Panthère des neiges) \| \| \| \| |
|  |                                                                                              |
|  | † Panthera blytheae                                                                          |
|  |                                                                                              |
|  | Panthera uncia (Panthère des neiges)                                                         |
|  |                                                                                              |

|  | † Panthera blytheae                  |
|  |                                      |
|  | Panthera uncia (Panthère des neiges) |
|  |                                      |

|  | \| \| † Panthera zdanskyi (Tigre de Longdan) \| \| \| \| \| \| Panthera tigris (Tigre) \| \| \| \| |
|  | |
|  | † Panthera zdanskyi (Tigre de Longdan)                                                             |
|  | |
|  | Panthera tigris (Tigre)                                                                            |
|  | |

|  | † Panthera zdanskyi (Tigre de Longdan) |
|  |                                        |
|  | Panthera tigris (Tigre)                |
|  |                                        |

|  | \| \| † Panthera gombaszoegensis (Jaguar européen) \| \| \| \| \| \| Panthera onca (Jaguar) \| \| \| \| |
|  | |
|  | † Panthera gombaszoegensis (Jaguar européen)                                                            |
|  | |
|  | Panthera onca (Jaguar)                                                                                  |
|  | |

|  | † Panthera gombaszoegensis (Jaguar européen) |
|  |                                              |
|  | Panthera onca (Jaguar)                       |
|  |                                              |

|  | Panthera leo (Lion) |
|  | |
|  | \| \| † Panthera spelaea (Lion des cavernes d'Eurasie) \| \| \| \| \| \| † Panthera atrox (Lion d'Amérique) \| \| \| \| |
|  | |
|  | † Panthera spelaea (Lion des cavernes d'Eurasie)                                                                        |
|  | |
|  | † Panthera atrox (Lion d'Amérique)                                                                                      |
|  | |

|  | † Panthera spelaea (Lion des cavernes d'Eurasie) |
|  |                                                  |
|  | † Panthera atrox (Lion d'Amérique)               |
|  |                                                  |

|  | Panthera leo (Lion) |
|  | |
|  | \| \| † Panthera spelaea (Lion des cavernes d'Eurasie) \| \| \| \| \| \| † Panthera atrox (Lion d'Amérique) \| \| \| \| |
|  | |
|  | † Panthera spelaea (Lion des cavernes d'Eurasie)                                                                        |
|  | |
|  | † Panthera atrox (Lion d'Amérique)                                                                                      |
|  | |

|  | † Panthera spelaea (Lion des cavernes d'Eurasie) |
|  |                                                  |
|  | † Panthera atrox (Lion d'Amérique)               |
|  |                                                  |

|  | Panthera leo (Lion) |
|  | |
|  | \| \| † Panthera spelaea (Lion des cavernes d'Eurasie) \| \| \| \| \| \| † Panthera atrox (Lion d'Amérique) \| \| \| \| |
|  | |
|  | † Panthera spelaea (Lion des cavernes d'Eurasie)                                                                        |
|  | |
|  | † Panthera atrox (Lion d'Amérique)                                                                                      |
|  | |

|  | † Panthera spelaea (Lion des cavernes d'Eurasie) |
|  |                                                  |
|  | † Panthera atrox (Lion d'Amérique)               |
|  |                                                  |

|  | Panthera leo (Lion) |
|  | |
|  | \| \| † Panthera spelaea (Lion des cavernes d'Eurasie) \| \| \| \| \| \| † Panthera atrox (Lion d'Amérique) \| \| \| \| |
|  | |
|  | † Panthera spelaea (Lion des cavernes d'Eurasie)                                                                        |
|  | |
|  | † Panthera atrox (Lion d'Amérique)                                                                                      |
|  | |

|  | † Panthera spelaea (Lion des cavernes d'Eurasie) |
|  |                                                  |
|  | † Panthera atrox (Lion d'Amérique)               |
|  |                                                  |

|  | \| \| † Panthera gombaszoegensis (Jaguar européen) \| \| \| \| \| \| Panthera onca (Jaguar) \| \| \| \| |
|  | |
|  | † Panthera gombaszoegensis (Jaguar européen)                                                            |
|  | |
|  | Panthera onca (Jaguar)                                                                                  |
|  | |

|  | † Panthera gombaszoegensis (Jaguar européen) |
|  |                                              |
|  | Panthera onca (Jaguar)                       |
|  |                                              |

|  | Panthera leo (Lion) |
|  | |
|  | \| \| † Panthera spelaea (Lion des cavernes d'Eurasie) \| \| \| \| \| \| † Panthera atrox (Lion d'Amérique) \| \| \| \| |
|  | |
|  | † Panthera spelaea (Lion des cavernes d'Eurasie)                                                                        |
|  | |
|  | † Panthera atrox (Lion d'Amérique)                                                                                      |
|  | |

|  | † Panthera spelaea (Lion des cavernes d'Eurasie) |
|  |                                                  |
|  | † Panthera atrox (Lion d'Amérique)               |
|  |                                                  |

|  | Panthera leo (Lion) |
|  | |
|  | \| \| † Panthera spelaea (Lion des cavernes d'Eurasie) \| \| \| \| \| \| † Panthera atrox (Lion d'Amérique) \| \| \| \| |
|  | |
|  | † Panthera spelaea (Lion des cavernes d'Eurasie)                                                                        |
|  | |
|  | † Panthera atrox (Lion d'Amérique)                                                                                      |
|  | |

|  | † Panthera spelaea (Lion des cavernes d'Eurasie) |
|  |                                                  |
|  | † Panthera atrox (Lion d'Amérique)               |
|  |                                                  |

|  | Panthera leo (Lion) |
|  | |
|  | \| \| † Panthera spelaea (Lion des cavernes d'Eurasie) \| \| \| \| \| \| † Panthera atrox (Lion d'Amérique) \| \| \| \| |
|  | |
|  | † Panthera spelaea (Lion des cavernes d'Eurasie)                                                                        |
|  | |
|  | † Panthera atrox (Lion d'Amérique)                                                                                      |
|  | |

|  | † Panthera spelaea (Lion des cavernes d'Eurasie) |
|  |                                                  |
|  | † Panthera atrox (Lion d'Amérique)               |
|  |                                                  |

|  | Panthera leo (Lion) |
|  | |
|  | \| \| † Panthera spelaea (Lion des cavernes d'Eurasie) \| \| \| \| \| \| † Panthera atrox (Lion d'Amérique) \| \| \| \| |
|  | |
|  | † Panthera spelaea (Lion des cavernes d'Eurasie)                                                                        |
|  | |
|  | † Panthera atrox (Lion d'Amérique)                                                                                      |
|  | |

|  | † Panthera spelaea (Lion des cavernes d'Eurasie) |
|  |                                                  |
|  | † Panthera atrox (Lion d'Amérique)               |
|  |                                                  |

Arbre phylogénétique du genre Panthera, :
|  | Panthera uncia - Panthère des neiges |
|  |                                      |
|  | Panthera tigris - Tigre              |
|  |                                      |

|  | Panthera pardus - Léopard                                                                              |
|  | |
|  | \| \| Panthera spelaea - Lion des cavernes d'Eurasie \| \| \| \| \| \| Panthera leo - Lion \| \| \| \| |
|  | |
|  | Panthera spelaea - Lion des cavernes d'Eurasie                                                         |
|  | |
|  | Panthera leo - Lion                                                                                    |
|  | |

|  | Panthera spelaea - Lion des cavernes d'Eurasie |
|  |                                                |
|  | Panthera leo - Lion                            |
|  |                                                |

|  | Panthera pardus - Léopard                                                                              |
|  | |
|  | \| \| Panthera spelaea - Lion des cavernes d'Eurasie \| \| \| \| \| \| Panthera leo - Lion \| \| \| \| |
|  | |
|  | Panthera spelaea - Lion des cavernes d'Eurasie                                                         |
|  | |
|  | Panthera leo - Lion                                                                                    |
|  | |

|  | Panthera spelaea - Lion des cavernes d'Eurasie |
|  |                                                |
|  | Panthera leo - Lion                            |
|  |                                                |

|  | Panthera uncia - Panthère des neiges |
|  |                                      |
|  | Panthera tigris - Tigre              |
|  |                                      |

|  | Panthera pardus - Léopard                                                                              |
|  | |
|  | \| \| Panthera spelaea - Lion des cavernes d'Eurasie \| \| \| \| \| \| Panthera leo - Lion \| \| \| \| |
|  | |
|  | Panthera spelaea - Lion des cavernes d'Eurasie                                                         |
|  | |
|  | Panthera leo - Lion                                                                                    |
|  | |

|  | Panthera spelaea - Lion des cavernes d'Eurasie |
|  |                                                |
|  | Panthera leo - Lion                            |
|  |                                                |

|  | Panthera pardus - Léopard                                                                              |
|  | |
|  | \| \| Panthera spelaea - Lion des cavernes d'Eurasie \| \| \| \| \| \| Panthera leo - Lion \| \| \| \| |
|  | |
|  | Panthera spelaea - Lion des cavernes d'Eurasie                                                         |
|  | |
|  | Panthera leo - Lion                                                                                    |
|  | |

|  | Panthera spelaea - Lion des cavernes d'Eurasie |
|  |                                                |
|  | Panthera leo - Lion                            |
|  |                                                |

## Espèces et sous-espèces

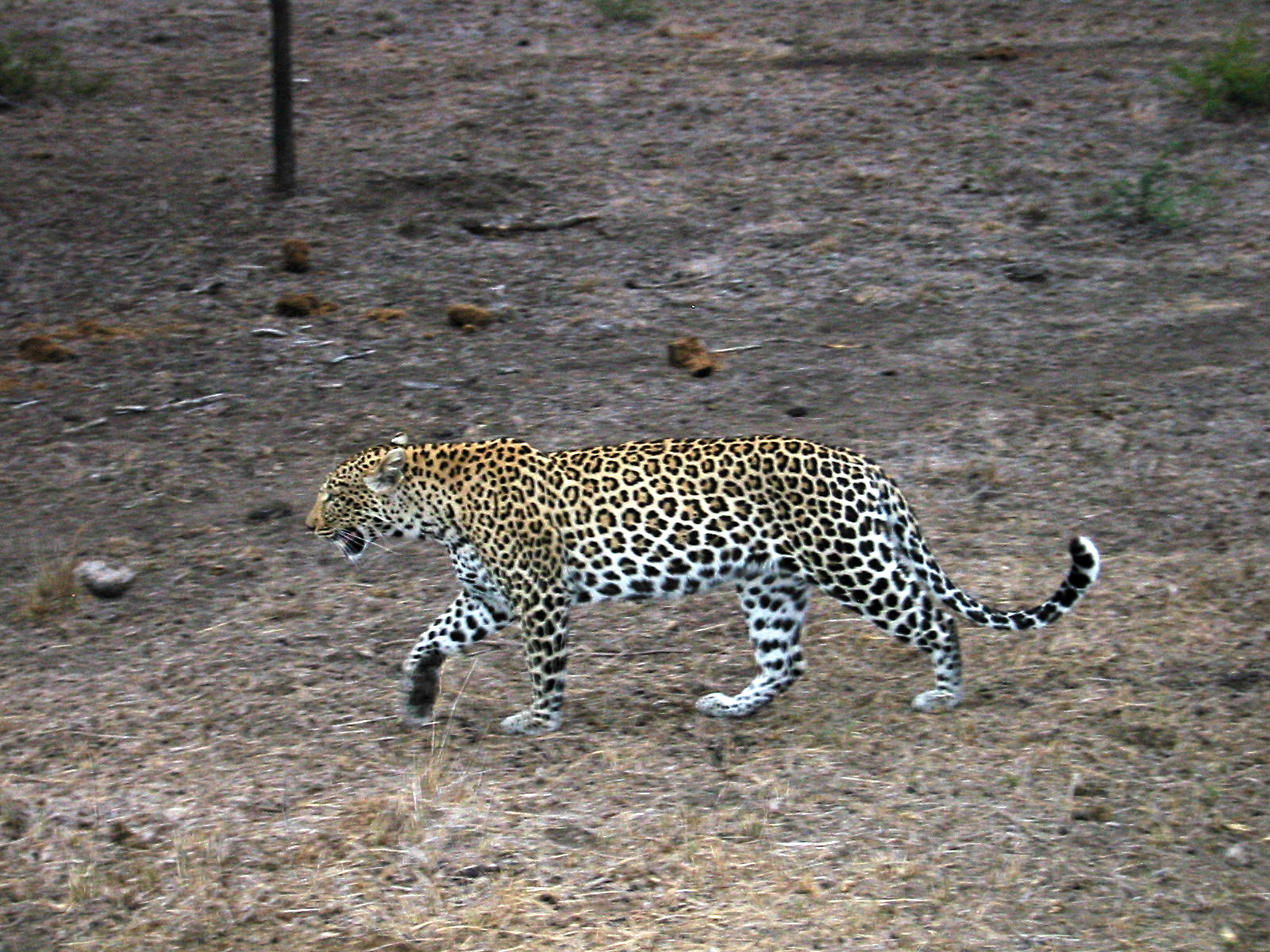
Léopard

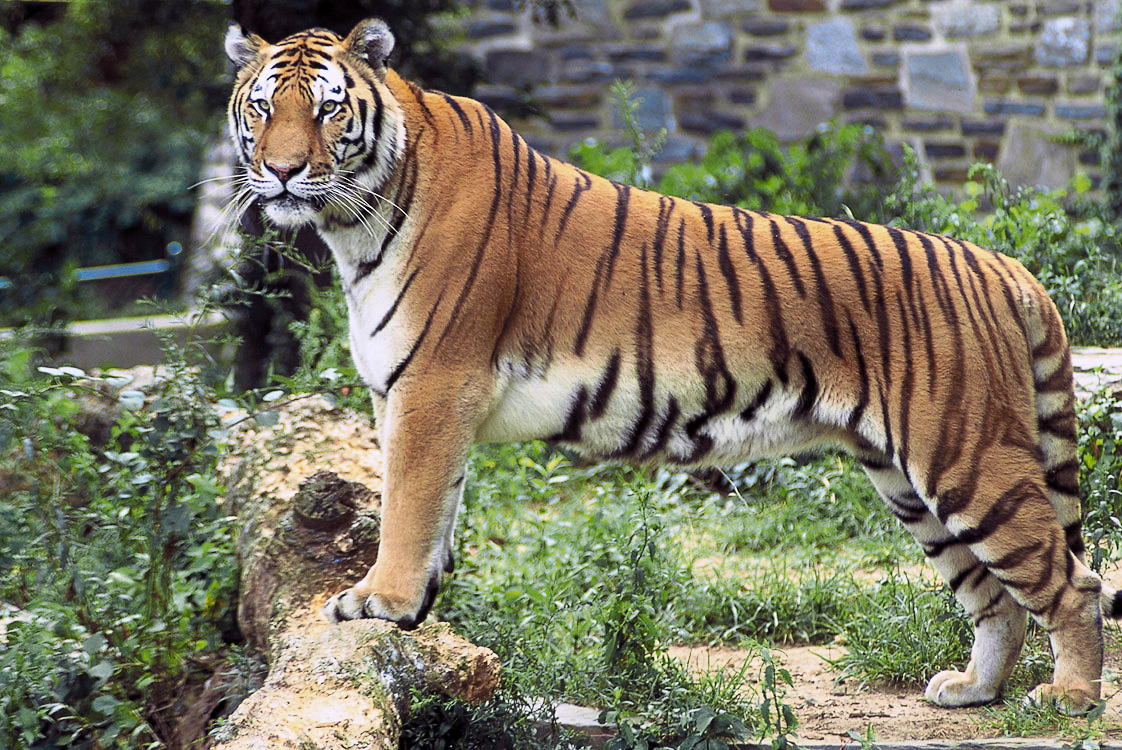
Tigre

- Panthera pardus — Léopard
  - Panthera pardus pardus
  - Panthera pardus panthera
  - Panthera pardus melas
  - Panthera pardus saxicolor
  - Panthera pardus kotiya
  - Panthera pardus delacouri
  - Panthera pardus fusca
  - Panthera pardus orientalis
  - Panthera pardus ciscaucasica
  - Panthera pardus nimr
  - Panthera pardus japonensis
  - †Panthera pardus jarvisi
  - †Panthera pardus tulliana
  - †Panthera pardus adersi
  - †Panthera pardus lunellensis
  - †Panthera pardus sickenbergi
  - †Panthera pardus vraonensis
  - †Panthera pardus antiqua

- Panthera leo — Lion

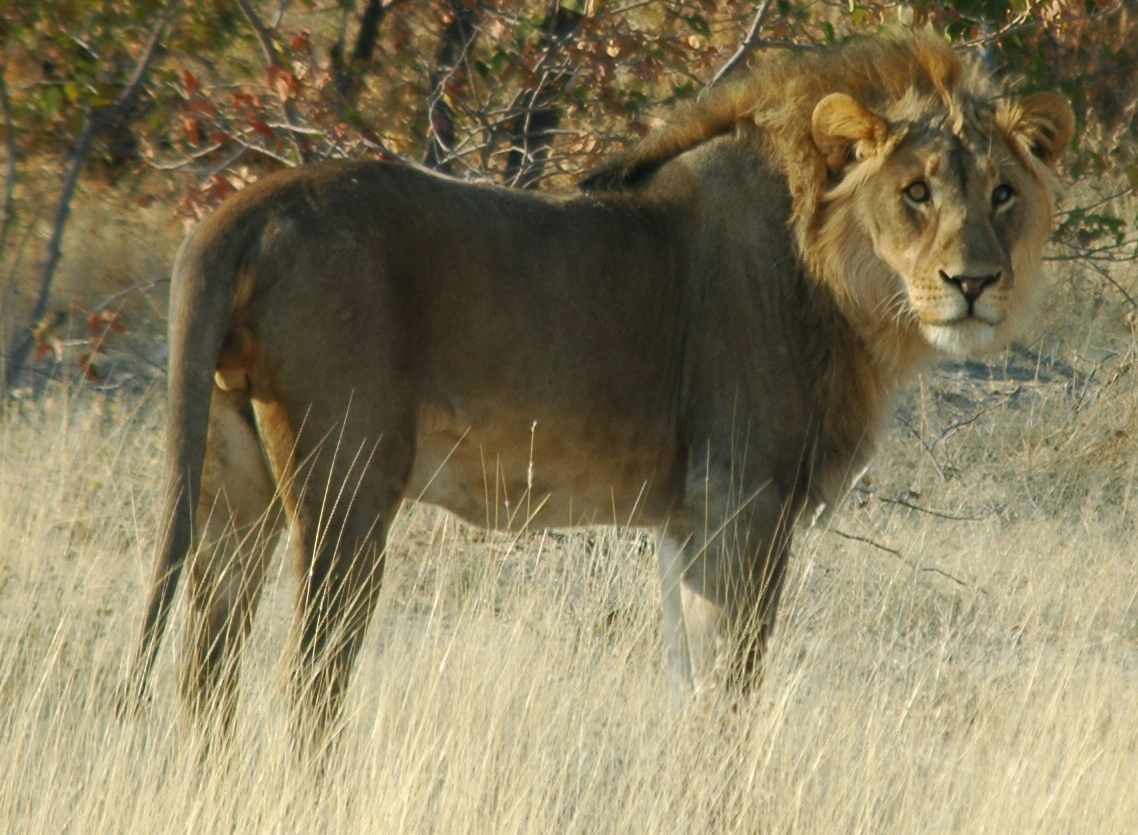
Lion

Jaguar

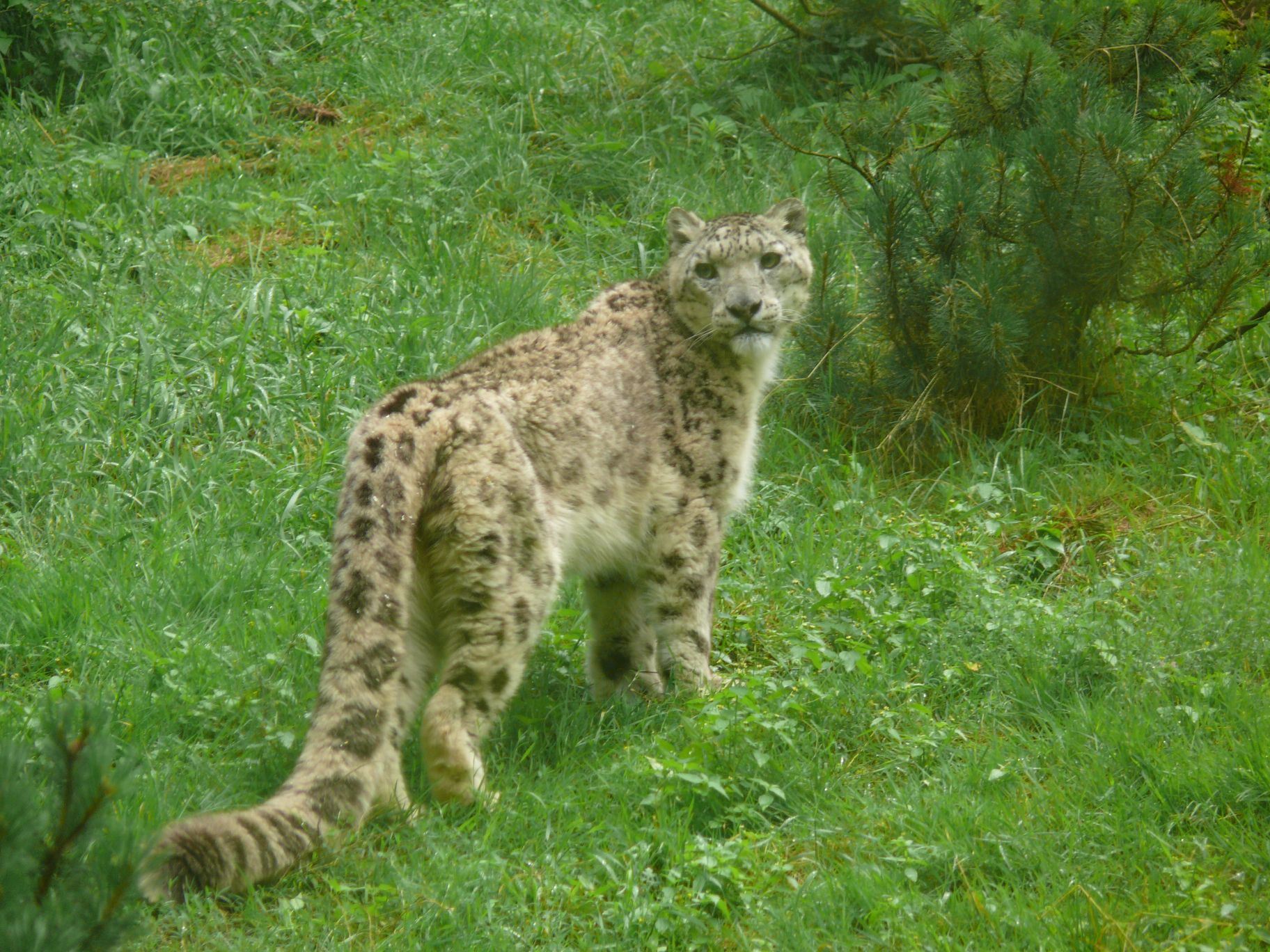
Léopard des neiges

  - Panthera leo leo — lion de l’Atlas (éteint à  l’état sauvage)
  - Panthera leo nubica — lion est-africain (risque moyen)
  - Panthera leo senegalensis — lion du Sénégal (risque moyen)
  - Panthera leo azandica — lion du nord-est du Congo (risque moyen)
  - Panthera leo bleyenberghi — lion du Katanga (risque moyen)
  - Panthera leo krugeri — lion du Transvaal (en danger)
  - Panthera leo persica — lion d’Asie (en grand danger)
  - †Panthera leo melanochaita — lion du Cap (éteint)

- †Panthera spelaea — Lion des cavernes
  - †Panthera spelaea fossilis
  - †Panthera spelaea spelaea
  - †Panthera spelaea vereshchagini
  - †Panthera spelaea atrox

- Panthera tigris — Tigre
  - Panthera tigris tigris
  - Panthera tigris corbetti
  - Panthera tigris sumatrae
  - Panthera tigris altaica - tigre de Siberie (en grand danger)
  - Panthera tigris jacksoni
  - Panthera tigris amoyensis - tigre de Chine Méridionale (en grand danger)
  - †Panthera tigris virgata - tigre touranien (disparu à cause de l'homme)
  - †Panthera tigris sondaica
  - †Panthera tigris balica
  - †Panthera tigris soloensis
  - †Panthera tigris acutidens
  - †Panthera tigris palaeosinensis

- Panthera onca — Jaguar
  - Panthera onca onca
  - Panthera onca hernandesii
  - Panthera onca veraecrucis
  - Panthera onca centralis
  - Panthera onca goldmani
  - Panthera onca palustris
  - Panthera onca peruvianus
  - Panthera onca paraguensis
  - †Panthera onca gombaszoegensis
  - †Panthera onca toscana
  - †Panthera onca augusta
  - †Panthera onca mesembrina
  - †Panthera onca veronis
  - †Panthera onca arizonensis

- Panthera uncia  - Once, dont la dénomination la plus courante est léopard des neiges
- †Panthera blytheae

## Hybridations et anomalies du pelage

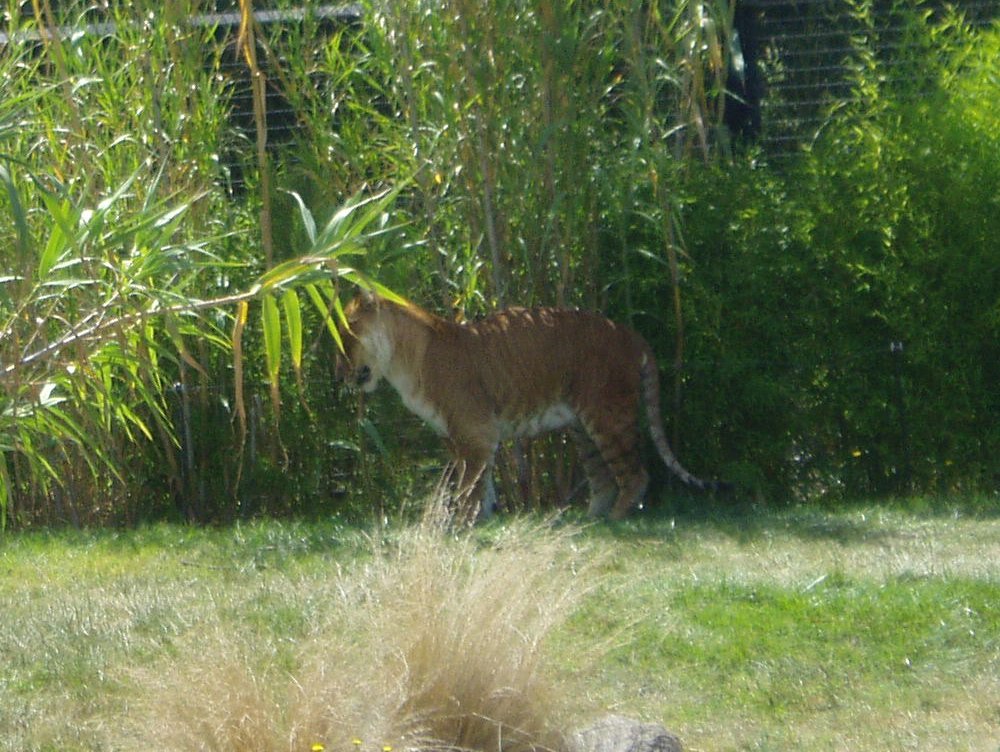
Tigron

Il arrive que des individus d’espèces différentes s’accouplent et donnent des hybrides, tel le tigron ou le ligre (entre le lion et le tigre), mais également entre les quatre espèces. Mais ces individus rares naissent souvent en captivité. Les anomalies du pelage ne sont pas plus fréquentes, et touchent également les quatre espèces. Il arrive que naisse un lion ou un tigre blanc, une panthère ou un jaguar noir.

## Cri
Les quatre espèces historiques du genre sont caractérisées par leurs aptitudes à rugir. On a longtemps attribué cette faculté à une ossification incomplète de l'os hyoïde. Cependant, de nouvelles études montrent que le rugissement est dû à d'autres caractéristiques morphologiques, en particulier au larynx. La cinquième espèce (l'once) du genre ne rugit pas : bien qu'elle dispose d'une ossification incomplète de l'os hyoïde, il lui manque la morphologie particulière du larynx.